# Georg von Bunsen

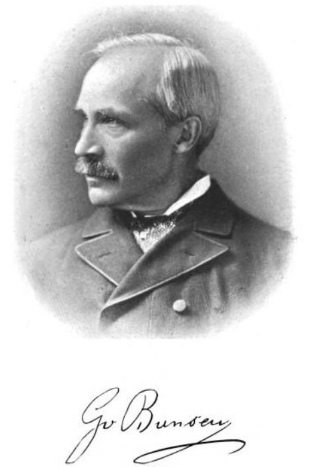
Georg von Bunsen, 1883

Georg von Bunsen (* 7. November 1824 in Rom; † 22. Dezember 1896 in London) war ein preußischer und deutscher liberaler Politiker.

## Leben
Er war Sohn des Diplomaten Christian Karl Josias von Bunsen und wurde in Rom, wo sein Vater Gesandter war, zunächst von Hauslehrern erzogen. Später besuchte er das Gymnasium Schulpforta. Anschließend studierte er Philologie, Geschichte und Geographie in Berlin und Bonn. Er promovierte zum Dr. phil. Ein Augenleiden verhinderte die Übernahme eines akademischen Lehramtes. Bunsen reiste viel, unter anderem durch Italien und Frankreich. Er widmete sich seinem Landgut bei Bonn. Außerdem veröffentlichte Bunsen einige politische und volkswirtschaftliche Aufsätze. Er heiratete Emma von Birkbeck. Eine Tochter war Marie von Bunsen.
Bunsen war liberal eingestellt und gehörte zunächst der Nationalliberalen Partei an. In den 1880er Jahren war er Mitglied der Liberalen Vereinigung und schließlich der Deutsch Freisinnigen Partei.
Zwischen 1862 und 1879 gehörte Bunsen dem Preußischen Abgeordnetenhaus an. Er vertrat dabei den rheinischen Wahlkreis Rheinbach – Bonn und von 1867 bis 1879 die Wahlkreise Düsseldorf 1 (Lennep – Solingen) bzw. Düsseldorf 3 (Mettmann). Im Parlament gehörte er der Budgetkommission und einigen Spezialkommissionen an. Er war außerdem Vizepräsident der Unterrichtskommission. Zunächst gehörte er zur Fraktion des Linken Centrums, ab der IX. Legislaturperiode schloss er sich der Nationalliberalen Fraktion an. Zwischen 1867 und 1870 vertrat er den Wahlkreis Solingen im Reichstag des Norddeutschen Bundes. Von 1871 bis 1874 vertrat er den Wahlkreis auch im Reichstag des Kaiserreichs. Am 23. Mai 1876 wurde er in einer Ersatzwahl im Wahlkreis Liegnitz 8 (Schönau – Hirschberg) erneut in den Reichstag gewählt. Zunächst gehörte er zur nationalliberalen Fraktion, schloss sich jedoch 1880 der Liberalen Vereinigung an, als deren Vertreter er 1881 erneut den Wahlkreis gewinnen konnte. Nachdem er zwischenzeitlich zur Deutschen Freisinnigen Partei gewechselt war, gewann er 1883 den Wahlkreis erneut. Am 7. September 1885 legte er das Mandat nieder.
Daneben war er in zahlreichen Verbänden und Vereinen tätig. Ab 1876 war er etwa Schriftführer der Deutschen Afrikanischen Gesellschaft.
Seine letzten Jahre verbrachte er in London. Seine Tochter Marie von Bunsen veröffentlichte eine Biographie: „Georg von Bunsen, ein Charakterbild aus dem Lager der Besiegten.“ (Berlin, 1900).